# 严烺
严烺（？—1840年），字小农。清朝浙江仁和（今杭州市）人。
嘉庆年间，捐赀得任通判，效力南河。道光年间，历任河南河北道、河东河道总督、江南河道总督。治运河北路，以“蓄汶敌卫为最要机宜”；论江南河务，以“蓄清敌黄为河务第一关键”。先后筹措北运河蓄汶敌卫工程及蓄清敌黄、借黄济运工程；广施抛碎石坦坡的方法；勘察浙江海塘，请改修柴埽。后被弹劾，降为州同。道光二十年去世。